# Parkersburg
Parkersburg je město v okresu Wood County ve státě Západní Virginie ve Spojených státech amerických. Jde o čtvrté největší město v Západní Virginii po Charlestonu, Huntingtonu a Morgantownu. Leží asi 23 kilometrů jižně od Marietty v Ohiu na soutoku řek Ohio a Little Kanawha.
K roku 2020 zde žilo 29 749 obyvatel. S celkovou rozlohou 32 km² byla hustota zalidnění 960 obyvatel na km². Na předměstí města se nachází univerzita West Virginia University at Parkersburg. V minulosti neslo město název Newport. Název Parkersburg město nese od roku 1810.